# آيت مزالة خيط الجمال (آيت سيبرن الشلوح)
آيت مزالة خيط الجمال هو دُوَّار يقع بجماعة آيت سيبرن، إقليم الخميسات، جهة الرباط سلا القنيطرة في المملكة المغربية. ينتمي الدوّار لمشيخة آيت سيبرن الشلوح التي تضم 8 دواوير. يقدر عدد سكانه بـ 128 نسمة حسب الإحصاء الرسمي للسكان والسكنى لسنة 2004.

## وصلات خارجية
- البوابة الوطنية للجماعات الترابية
- المندوبية السامية للتخطيط